# Paschalīs Fōkkīs
Paschalīs Fōkkīs (in greco: Πασχάλης Φώκκης; 27 marzo 1949) è un ex calciatore cipriota, di ruolo centrocampista.

## Carriera
Ha disputato 11 partite con la nazionale cipriota.